# Dojka
Dojka ili mliječna žlijezda (lat. mamma, grč. mastos) najveća je kožna žlijezda (1), svojstvena za ženski spol, po kojoj je nazvan čitav rod sisavaca. Nalazi se na ventralnoj strani prsnog koša na granici kosti i hrskavice četvrtog rebra.
Dojka je genetski apokrina kožna žlijezda.
Dojka ženskog novorođenčeta ne razlikuje se od dojke muškog novorođenčeta. Jedna i druga neposredno nakon rođenja izlučuju sekret pod utjecajem hormona prolaktina.
Do početka puberteta muške i ženske dojke razvijaju se jednako, a onda se muška dojka u pravilu dalje ne razvija, dok se ženska pod utjecajem ženskih spolnih hormona razvija i njezin razvitak završava tek za vrijeme trudnoće i dojenja.
Dojka žene je složena tubuloalveolarna žlijezda, izgrađena od 20 do 25 pojedinačnih žlijezda. Svaka od njih zajedno s vezivnim i masnim tkivom izgrađuje po jedan režanj. Režnjevi su međusobno odijeljeni gušćim vezivnim tkivom, a svakom režnju dojke pripada jedan glavni odvodni kanal (ductus lactiferus), koji završava ljevkastim proširenjem na bradavici (porus lactiferus).
Dojka spolno zrele žene se ciklički mijenja ovisno o menstrualnom ciklusu.
Bradavica dojke (mamilla mammae) i pojas koji je okružuje (areola mammae)  pokriveni su nježnom i jače pigmentiranom kožom. Epidermis bradavice i areole u žena je jače orožen (kao zaštita kod dojenja).
Vezivno tkivo bradavice sadržava veliki broj krvnih i limfnih žila i glatkih mišićnih stanica, koje su smještene kružno i uzdužno oko odvodnih kanala, a radijarno i transvenzalno na bazi bradavice.
Tijekom trudnoće se znatno povećavaju žljezdani elementi na račun vezivnog tkiva zahvaljujući djelovanju estradiola i progesterona, a promjene su vidljive od drugog mjeseca trudnoće.

## Embriologija dojke
Dojka je modificirana žlijezda znojnica, koja se u žena razvija u funkcionalni organ, a u muškarca ostaje rudimentirana(2).
Krajem prvog mjeseca embrionalnog razvitka, duž ventrolateralne strane trupa, od osnove ruke do osnove noge, razvijaju se mliječne pruge. Od njihovih kranijalnih dijelova razvijaju se mliječne žlijezde. Urastanjem zadebljanog epidermusa u mezenhim iz njegovog distalnog dijela izrasta niz epitelnih tračaka (do 25), od kojih se razviju glavni odvodni kanali režnjeva mliječne žlijezde (ducti lactiferi) (5). Potkraj fetalnog života epitelni se tračci razgranavaju i u njima se pojavljuje lumen. Prema vani, ducti lactiferi se otvaraju u udubinu, od koje se, kratko nakon rođenja, formira bradavica, proliferacijom mezenhima iz dubine.
Grananje epitelnih tračaka, koji predstavljaju buduće mliječne kanaliće, nastavlja se i nakon rođenja. Kod muškaraca, grananje prestane prije puberteta, pa mliječna žlijezda ostane nerazvijena. 
Kod žene se, u doba puberteta, dioba epitelnih tračaka nastavlja, uz istodobno gomilanje masnog tkiva. Konačno razgranjenje i formiranje žljezdanih dijelova i njihova diferencijacija u smjeru sekrecije, završava za vrijeme trudnoće, a u starosti nastupa senilna involucija (4-7).

## Anatomija i histologija dojke
Dojka je simetrični parni organ, smješten na prednjoj strani prsnog koša. Normalnu veličinu doseže u dobi između šesnaeste i devetnaeste godine. Većinom je smještena između drugog i sedmog rebra, te između lateralnog ruba prsne kosti i srednje pazušne linije (regio mammalis) (8, 9).
Korijen dojke (radix mammae) se nalazi u području ispod drugog rebra i nastavlja se u trup (corpus mammae). Dojka je obložena kožom koja u donjem dijelu čini oštar prijevoj, poput žlijeba (sulcus submammalis) i prelazi u kožu prsnog koša (8, 9).
Na vrhu dojke je bradavica (papilla mammae), izbočena tvorba promjera i visine oko centimetar, kroz koju izlaze izvodni kanali mliječne žlijezde. Oko bradavice je kružno pigmentirano područje (areola mammae) (8, 9).
Dojku oblikuje žljezdano tkivo mliječne žlijezde (glandula mammaria) uloženo u vezivnu stromu i obloženo masnim tkivom. Mliječnu žlijezdu čini 10 do 20 alveotubuloznih žlijezda (lobi glandulae mammariae), od kojih svaka ima izvodni kanal (ductus lactiferi) koji se svaki posebno otvara na bradavici dojke. i Režnjevi se dijele na režnjiće (lobuli glandulae mammariae), odijeljene vezivnim pregradama. Zato se mliječna žlijezda pipa kao zrnata tvorba. Režnjevi i njihovi izvodni kanali poredani su zrakasto oko bradavice, pa otud pravilo da svaki rez dojke mora biti radijalan prema bradavici. Izvodni kanal proširuje se prije ulaska u bradavicu u 5 do 9 milimetara široki sinus (sinus lactiferus), nakon čega se opet suzuje prije otvaranja na bradavici (8 - 13).
Arterije dojke su ogranci triju arterija: unutrašnje arterije prsnog koša (a. thoracica interna), lateralne a. prsnog koša (a. thoracica lateralis) i međurebrene arterije (aa. intercostales). Medijalni dio dojke opskrbljuje arterijskom krvlju a. thoracica interna, od koje odlaze perforantni ogranci (rr. perforantes) koji probijaju međurebrene prostore. Od perforantnih grana odlaze ogranci za dojku (rr. mammarii). Lateralni dio dojke prokrvljen je ograncima a. toracike lateralis (rami mammarii laterales). Duboki dio opskrbljuju ogranci interkostalnih arterija (rr. mammarii) (8).
Vene dojke čine obilati splet ispod kože, koji započinje oko areole Hallerovim prstenom (plexus venosum areolaris). Vene medijalnog dijela dojke ulijevaju se u unutrašnje vene prsnog koša (vv. thoracicae internae), a iz lateralnog dijela dojke, vensku krv odvode lateralna vena prsnog koša (v. thoracica lateralis) i međurebrene vene (vv. intercostales). (8)
Limfne žile dojke nalaze se na površini i u dubini dojke, čineći mreže koje međusobno anastomoziraju. Najveći dio površnih limfnih žila ulijeva se u limfne čvorove pazuha (nodi lymphatici axillares). Važno je znati da se neke od potkožnih limfnih žila ulijevaju i u pazušne limfne čvorove suprotne strane, i to izravno ili posredno preko limfnih žila dojke suprotne strane. Limfa iz bradavice, areole i lateralnog dijela dojke ulijeva se u pazušne limfne čvorove duž donjeg ruba velikog prsnog mišića. Iz lateralnih dijelova limfne žile idu najprije u međurebrene limfne čvorove (nodi lymphatici intercostales), a zatim u pazušne limfne čvorove (nodi lymphatici axillares). Iz gornjih i dubokih dijelova dojke limfne žile teku uzduž fascije velikog prsnog mišića prema pazuhu. Na tom putu nalaze se prsni limfni čvorovi (nodi lymphatici pectorales). Drugi dio tih žila probija taj mišić i ulijeva se u infra i supraklavikularne limfne čvorove. Iz dubokih dijelova medijalne strane dojke limfne žile probijaju međurebrene mišiće i ulijevaju se u parasternalne limfne čvorove (nodi lymphatici parasternales). To su jedine limfne žile što potpuno mimoilaze aksilarne limfne čvorove (8).
Pazušni limfni čvorovi, kojih ima 30 do 40, dijele se na: limfne čvorove u vrhu pazušne jame (nodi lymphatici apicales), u središtu pazušne jame (nodi lymphatici centrales), duž medijalne strane pazušne vene (nodi lymphatici laterales), duž donjeg ruba velikog prsnog mišića (nodi lymphatici pectorales) i ispred subskapularnog mišića (nodi lymphatici subscapulares) (9, 14).
Dojku inerviraju međurebreni živci (nn. intercostales, II do VI). Gornji dio dojke inerviraju i ogranci supraklavikularnih živaca koji pripadaju vratnom spletu. U korijumu i potkožju dojke nalaze se Vater-Pacinijeva i Meissnerova osjetna tjelešca (8).

## Fiziologija dojke
Dojka je u muškaraca rudimentirani organ, a u žena je dio spolnog aparata, koji luči mlijeko i omogućava prehranu dojenčeta spregom niza hormona (1, 8).
Estrogeni u pubertetu ciklički potiču rast strome i kanalića, kao i odlaganje masti koja povećava volumen dojke. Potpuni razvoj dojke događa se u trudnoći. 
Placenta u trudnoći luči velike količine estrogena, koji dovode do grananja i rasta sustava kanalića, povećanja strome i ulaganja masti. Na rast sustava kanalića utjecaj imaju još najmanje četiri hormona: hormon rasta, prolaktin, glukokortikoidi suprarenalne žlijezde i inzulin.
Pod utjecajem progesterona rastu režnjići, alveole pupaju, a alveolarne stanice poprimaju sekrecijska obilježja. To je analogno utjecaju progesterona na endometrij u drugoj polovini menstrualnog ciklusa.
Estrogen i progesteron imaju i specifično inhibitorno djelovanje na lučenje mlijeka. Prolaktin koji luči hipofiza majke potiče lučenje mlijeka. Koncentracija mu se neprestano povećava od 5. tjedna trudnoće do porođaja. Pri porodu koncentracija prolaktina je 10 puta veća od normalne. Placenta na lučenje mlijeka utječe i lučenjem velike količine somatotropina koji djeluje blago laktogeno. Dojka do poroda izlučuje malene količine kolostruma koji za razliku od mlijeka ne sadrži masti. Nakon poroda prestaje lučenje estrogena i progesterona, što omogućava da dođe do izražaja laktogeni efekt prolaktina. Dva do tri dana nakon poroda počinje obilno lučenje mlijeka, za što je osim prolaktina potrebno postojanje sekrecije i ostalih hormona majke, od kojih su najvažniji hormon rasta, glukokortikoidi nadbubrežne žlijezde i paratiroidni hormon. Oni utječu na metabolizam aminokiselina, masnih kiselina, glukoze i kalcija potrebnih za stvaranje mlijeka. 
Razina prolaktina pada poslije poroda na netrudničku razinu, ali svako dojenje izaziva deseterostruko povećanje lučenja prolaktina koje traje oko jedan sat, zbog refleksnog djelovanja podražaja bradavice na hipotalamus. Taj prolaktin osigurava mlijeko za iduće dojenje. Ako se dojenje prekine, ili dođe do oštećenja hipotalamusa ili hipofize, dojka za nekoliko dana izgubi sposobnost stvaranja mlijeka. 
Mlijeko se neprekidno luči u alveole mliječnih žlijezda, a u kanaliće, tj. do dojenčeta, dolazi kombiniranim, neurogenim i hormonskim podražajem oksitocinom. 
Oksitocin se luči istovremeno s prolaktinom, prijenosom impulsa somatičnim živcima kroz leđnu moždinu, u hipotalamus. Preko krvi dolazi u dojku i izaziva kontrakciju mioepitelnih stanica koje okružuju alveole, što dovodi do istiskivanja mlijeka u kanaliće. Ovaj proces započinje pola do jedne minute nakon što dijete počne sisati, a nastaje u obje dojke. Često je kao stimulacija dovoljno samo tetošenje djeteta ili dječji plač. Nasuprot ovome inhibicija lučenja oksitocina nastaje zbog mnogih psihogenih faktora, kao i generalizirane simpatičke stimulacije. Stoga je važno da majka ima nesmetan puerperij da bi dojila dijete (12, 15).

## Dojenje
Dojenje je način prehrane novorođenog djeteta mlijekom iz grudi (dojki) dojilje, žene koja doji dijete. Dojenje je najpotpuniji način prehrane dojenčeta. Majčino je mlijeko kompletna i lako probavljiva hrana koja osigurava rast i razvoj djeteta. Dojenje nije samo hranjenje, već se tako ostvaruje kontakt majke i djeteta koji pozitivno djeluje na djetetov psihomotorni razvoj. Novorođenče brzo nakon rođenja razvija refleks sisanja i gutanja, pa ako za to postoje uvjeti, dijete se već u rađaonici stavlja na prsa nekoliko minuta, a kasnije se dojenje nastavlja u razmacima od 3 do 4 sata. Sisanjem dijete podražava izlučivanje prolaktina koji pospješuje lučenje mlijeka. Doji se izmjenično, po obrocima. Ritam sisanja se mijenja s odrastanjem dojenčeta. Svjetska zdravstvena organizacija preporuča dojenje kao isključivi način prehrane djeteta u prvih šest mjeseci života.
Pozitivni utjecaj dojenja očituje se ponajprije u najpovoljnijem sastavu nutrijenata za optimalan rast djeteta, no u širem smislu pozitivni učinici se očituju u smanjenju mortaliteta i morbiditeta dojene djece te pospješivanju razvojnih procesa djeteta: imunološki, neurološki, kognitivni, društveni i emocionalni razvoj, kao i na djetetovo zdravlje do u odraslu dob.

## Bolesti dojke
Dojka muškarca je rudimentirani organ, relativno neosjetljiv na hormonalne utjecaje. Kod žena dojka je složeno građen organ vrlo osjetljiv na hormonalne utjecaje. Zbog ranije navedenog, dojke žene su vrlo osjetljive i sklone patološkim promjenama.
Sve bolesti dojke mogu se podijeliti u dvije skupine: netumorske i tumorske bolesti.

### Netumorske bolesti dojke
1. Poremećaji razvoja: amastija (manjak dojke), micromastija (male dojke), macromastia (velike dojke), polymastia (prekobrojne dojke), athelia (manjak bradavice), microthelia (sitna uvučena bradavica), polythelia (prekobrojna bradavica).
2. Poremećaji funkcije: galaktoreja (izlučivanje mlijeka izvan doba dojenja), secernirajuća dojka, krvareća dojka, mastodinija (bolna dojka), produljeno dojenje, preobilna količina mlijeka, neizdašnost dojki i spontano otjecanje mlijeka).
3. Regresivne promjene: atrofija ("smežurane" dojke), distrofija (pretvaranje tkiva dojke u mast, sluz ili stvaranje kalcifikata) i steatonekroza (u izumrlo masno tkivo se ulaže vapno, pa se manifestira kao tvrd - nekad bolan čvor u dojci).
4. Upalne promjene: theilitis (upala bradavice), areolitis (upala areole), intertrigo (ekcem submamalnog sulkusa), mastitis (upala mliječne žlijezde, najčešće u prva dva tjedna nakon poroda), apsces (lokalizirana gnojna upala), karbunkul (gnojna infekcija kože i potkožnog tkiva dojke s brojnim gnojnim čepovima) i rijetko tuberkuloza, sifilis i aktinomikoza.
5. Displazije. Najčešća i najvažnija je fibrocistična bolest dojke. To je najčešća bolest dojke uopće i najčešći povod javljanju liječniku radi pregleda dojke, a navodi se i kao predisponirajući čimbenik raka dojke. Radi se o bujanju vezivnog tkiva (fibroza) ili stanica mliječne žlijezde (epitelijalna hiperplazija) ili o stvaranju cističnih formacija ili o kombinacijama navedenih pojava. Riječ je o promjenama uzrokovanim hormonalnim utjecajima (estrogen, progesteron, prolaktin) (16, 17).

### Tumorske bolesti dojke
1. Dobroćudni tumori. Najčešći je fibroadenom (češći je u mlađih žena) i papilom (resičasto bujanje u mliječnom vodu koje često uzrokuje krvarenje, pa je čak 50% svih krvavih iscjedaka iz bradavice uzrokovano tom promjenom). Ostali su prilično rijetki. To su: lipom, fibrom, hemangiom, neurinom, hondrom. Ciste također pripadaju ovoj skupini. Poseban oblik rijetkog tumora dojke su phyllodes tumori (sastoje se od cističnih formacija kojima listasto bujaju izdanci stanica) (4).
2. Zloćudni tumori (rak dojke).
- dojenje djeteta. najvažnija funkcija dojke
- Muške dojke i treća bradavica

## Vanjske poveznice
|  | Zajednički poslužitelj ima još gradiva o temi Dojke |

|  | Molimo pročitajte upozorenje o korištenju medicinskih informacija. Ne provodite liječenje bez savjetovanja s liječnikom! |